# Neun Märtyrer von England und Wales
Neun Märtyrer von England und Wales, auch bekannt als Hugh Faringdon und Gefährten ist eine Gruppe von Märtyrern, die wegen Landesverrat und anderer Vergehen im Königreich England hingerichtet wurden. Acht Hinrichtungen fanden 1539 unter König Heinrich VIII. statt. Eine weitere Hinrichtung fand 1572 statt. Sie gelten als Märtyrer der römisch-katholischen Kirche und wurden am 13. Mai 1895 von Papst Leo XIII. seliggesprochen.

## Liste der Namen
Die neun Märtyrer wurden aus einer Reihe von Priestern und Laien, die in der englischen Reformation hingerichtet wurden, ausgewählt. Die Namen sind:
- John Beche
- John Eynon
- Hugh Faringdon (oder Cook)
- Adrian Fortescue
- Roger James

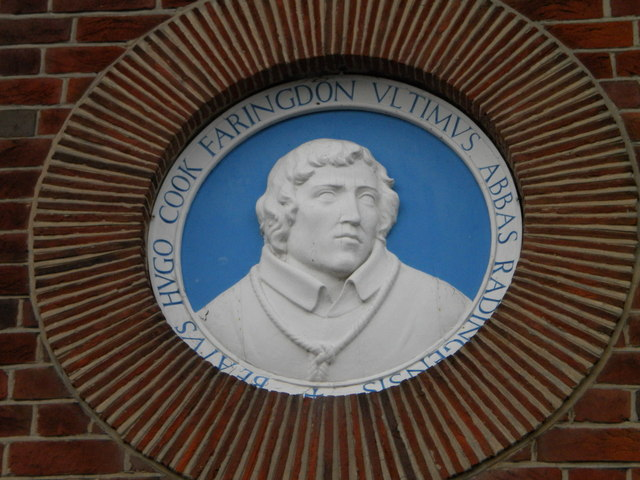
Hugh Faringdon, letzter Abt der Abtei Reading; Portraitmedaillon in der English Martyrs’ Church in Reading

- Thomas Percy, 7. Earl of Northumberland
- John Rugg (oder Rugge)
- John Thorne
- Richard Whiting

## Liturgischer Gedenktag
In England wurde der 4. Mai als liturgischer Gedenktag festgelegt. Dieser war zuvor bereits der Gedenktag der Fünfundachtzig Märtyrer von England und Wales. Seit der Überarbeitung des Liturgischen Kalenders von England 2000 wird an diesem Tag auch das Fest der Vierzig Märtyrer von England und Wales begangen. Diese haben den Rang von Heiligen und ihrer wurde zuvor am 25. Oktober gedacht.